# カスパーゼ-4
カスパーゼ-4(Caspase 4)は、他のタンパク質をアスパラギン酸残基で切断するタンパク質分解酵素である。システインプロテアーゼファミリーに属し、カスパーゼと呼ばれる。カスパーゼ-4の機能は、完全には明らかになっていないが、カスパーゼ-1とカスパーゼ-5、さらにネズミ亜科の持つホモログであるカスパーゼ-11とともに炎症性カスパーゼであり、免疫系において役割を持つと考えられている。
非ステロイド系抗炎症薬であるインドプロフェンは、カスパーゼ-4の阻害剤である。